# Madonna col Bambino tra i santi Giovanni Battista e Gregorio Magno
La Madonna col Bambino tra san Giovanni Battista e san Gregorio Magno è un dipinto a olio su tela (226×204 cm) di Floriano Ferramola, firmato e datato 1522. L'opera, già parte delle collezioni della Pinacoteca Tosio Martinengo di Brescia, è oggi esposta presso il Museo Diocesano di Brescia.

## Storia
La pala è firmata e datata da Ferramola in un cartellino al centro del basamento del trono della Vergine. La collocazione originaria del dipinto è del tutto sconosciuta, ma è probabile che fosse destinata a un altare laterale di una chiesa o a un oratorio privato, come suggeriscono le dimensioni e l'impostazione simmetrica. 
Nel 1964 l'opera fu acquistata da un'asta statunitense dalla Bob Jones University, in Carolina del Sud. Solo quattro anni dopo, nel 1968, fu riacquisita dalla Pinacoteca Tosio Martinengo di Brescia, che provvide al suo restauro e successivamente la trasferì in deposito al Museo Diocesano.
Lo storico Gaetano Panazza ha proposto di identificarla con una pala raffigurante una Madonna in trono col Bambino venduta a Londra nel 1826, all'interno della collezione di George Stanley, visconte di Bolingbroke, forse proveniente dall'Italia a seguito delle requisizioni napoleoniche. Questa ipotesi, benché suggestiva, resta priva di conferme documentarie dirette.
Un primo restauro dell'opera fu eseguito nel 1964 negli Stati Uniti, ma l'intervento risultò pesante, con l'applicazione di uno spesso strato di vernice e numerose ridipinture. Dopo il suo rientro in Italia fu effettuato un secondo restauro conservativo, che restituì leggibilità alla cromia originale e permise una rivalutazione stilistica più accurata.

## Descrizione
Il dipinto, di formato quasi quadrato, raffigura la Madonna seduta in trono con il Bambino tra San Giovanni Battista e un Santo pontefice, tradizionalmente identificato con san Gregorio Magno. Maria è al centro, frontalmente, avvolta in un ampio manto rosso che scende simmetricamente ai lati, seduta su un trono ligneo arricchito da decorazioni scolpite. Il Bambino, nudo, si erge in piedi sulle ginocchia della madre e tende la mano verso san Giovanni, che si presenta in abiti semplici, con la tipica croce astile e lo sguardo rivolto verso Cristo.
Alla sinistra dello spettatore si trova san Gregorio Magno, riconoscibile dalla tiara papale e dal pastorale, raffigurato in un atteggiamento solenne, con le mani giunte. Lo sfondo presenta un'architettura classicheggiante composta da colonne e paraste, attraverso cui si apre un cielo terso, secondo una soluzione compositiva che integra elementi rinascimentali alla tradizione quattrocentesca lombardo-veneta.

## Stile
L'opera si colloca nell'ultima fase dell'attività di Ferramola e mostra una sintesi di elementi di origine foppesca, propri della scuola bresciana del secondo Quattrocento, con componenti più aggiornate di ascendenza ferrarese e veneta. La composizione centrale simmetrica, la monumentalità del trono e la frontalità delle figure derivano da modelli collaudati nella produzione del Foppa, maestro riconosciuto di Ferramola. In particolare, la disposizione dei santi richiama quella della Pala dei Mercanti e altre pale d'altare bresciane del primo Cinquecento.
Il volto della Madonna e del Bambino, così come la semplificazione delle architetture, suggeriscono un ripiegamento classicista, forse accentuato dalla destinazione dell'opera a un contesto liturgico conservatore. Tuttavia, l'eleganza lineare dei panneggi e la saldezza costruttiva delle figure attestano ancora la piena maturità stilistica dell'autore. Il restauro ha rivelato una cromia sobria ma calibrata, con l'uso sapiente del rosso, dell'azzurro e dell'ocra, e una luce diffusa che armonizza la scena con tono meditativo.